# The Battle Cry of Peace
The Battle Cry of Peace er en amerikansk stumfilm fra 1915 af Wilfred North og J. Stuart Blackton.

## Medvirkende
- Charles Richman som John Harrison.
- L. Rogers Lytton som Mr. Emanon.
- James Morrison som Charley Harrison.
- Mary Maurice som Mrs. Harrison.
- Louise Beaudet som Mrs. Vandergriff.